# والدورن
شهر والدورن (به آلمانی: Walldürn) در ایالت بادن-وورتمبرگ در کشور آلمان واقع شده‌است.